# Береговий (Оренбурзький район)
Берегови́й (рос. Береговой) — селище у складі Оренбурзького району Оренбурзької області, Росія.

## Населення
Населення — 448 осіб (2010; 453 у 2002).
Національний склад (станом на 2002 рік):
- казахи — 71 %